# Quartier Saint-Fargeau
Quartier Saint-Fargeau är Paris 78:e administrativa distrikt, beläget i tjugonde arrondissementet. Distriktet är uppkallat efter Parc Saint-Fargeau, som var en del av egendomen Château de Saint-Fargeau, vilket för en tid tillhörde politikern Louis-Michel Lepeletier de Saint-Fargeau (1760–1793).
Tjugonde arrondissementet består även av distrikten Belleville, Père-Lachaise och Charonne.

## Sevärdheter
- Cœur-Eucharistique-de-Jésus
- Notre-Dame-de-Lourdes
- Square Emmanuel-Fleury
- Square du Docteur-Variot
- Square des Saint-Simoniens
- Square Léon-Frapié

## Bilder
| - De fyra administrativa distrikten i Paris tjugonde arrondissement. - Cœur-Eucharistique-de-Jésus. - Square du Docteur-Variot. |

## Kommunikationer
- Tunnelbana – linje  – Saint-Fargeau